# Гордион
Го́рдион (Гордий, греч. Γόρδιον, из пра-и.е. *gʰordʰ- «город») — древняя столица Фригии. Гордион был расположен на правом берегу реки Сангария, у места сближения рек Сангария и Порсук, в 21 км северо-западнее от Полатлы, в 90 км от Анкары в селе Яссыхоюк в иле Анкара в Турции, недалеко от дороги Анкара — Эскишехир. Согласно преданию, основан первым фригийским царём Гордием.
Первые раскопки города проводились в 1900 году, затем с 1951 года. Были обнаружены мощные оборонительные стены из камня и сырцового кирпича, жилые здания из сырцового кирпича с большим количеством предметов домашнего обихода, ремесленных инструментов и оружия. Открыт также обширный некрополь грунтовых и курганных погребений с богатым инвентарём.
По характеру находок и погребений курганы Гордиона приближаются к древнескифским. Находки датируются преимущественно VIII—V веками до н. э. Гордион был сильно разрушен киммерийцами в VII веке до н. э.

## Мозаика

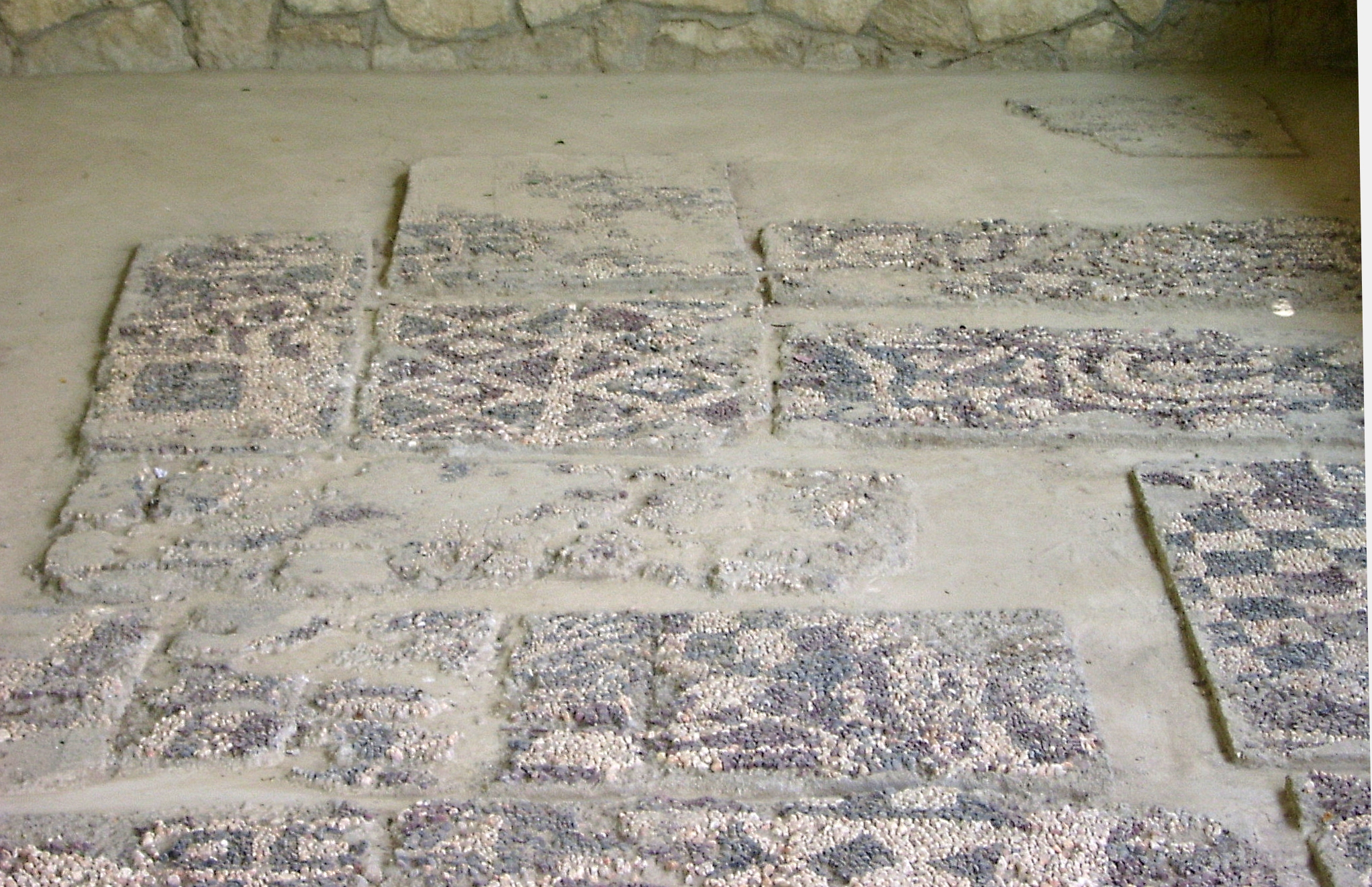
Мозаика. VIII век до н. э.

Родни С. Янг (Rodney S. Young) в 1951 году при проведении археологических раскопок нашёл мозаики VIII—V веков до н. э., эти мозаики считаются одним из первых образцов применения техники мозаики из необработанной гальки.
Эта мозаика самая ранняя и самая крупная по площади (10×11 м). При создании мозаики была использована речная галька темно-голубого, темно-красного и белого цвета, уложенная без четкой композиции в виде хаотично расположенных фрагментов орнаментов (меандра, ромба, свастики, розетки) основой которых, по-видимому стали орнаменты, которые использовали в текстиле.